# Bojongpetir
Bojongpetir is een bestuurslaag in het regentschap Cianjur van de provincie West-Java, Indonesië. Bojongpetir telt 5034 inwoners (volkstelling 2010).